# Le Poislay
Le Poislay is een gemeente in het Franse departement Loir-et-Cher (regio Centre-Val de Loire) en telt 209 inwoners (2005). De plaats maakt deel uit van het arrondissement Vendôme.

## Geografie
De oppervlakte van Le Poislay bedraagt 16,5 km², de bevolkingsdichtheid is 12,7 inwoners per km².
De onderstaande kaart toont de ligging van Le Poislay met de belangrijkste infrastructuur en aangrenzende gemeenten.

## Demografie
Onderstaande figuur toont het verloop van het inwonertal (bron: INSEE-tellingen).